# فرانز جوزيف إميل فيشر
فرانز جوزيف إميل فيشر (بالألمانية: Franz Fischer) هو كيميائي ألماني، ولد في 19 مارس 1877 في فرايبورغ في ألمانيا، وتوفي في 1 ديسمبر 1947 في ميونخ في ألمانيا.

## وصلات خارجية
- فرانز فيشر على موقع مونزينجر (الألمانية)